# 雷斯特花园

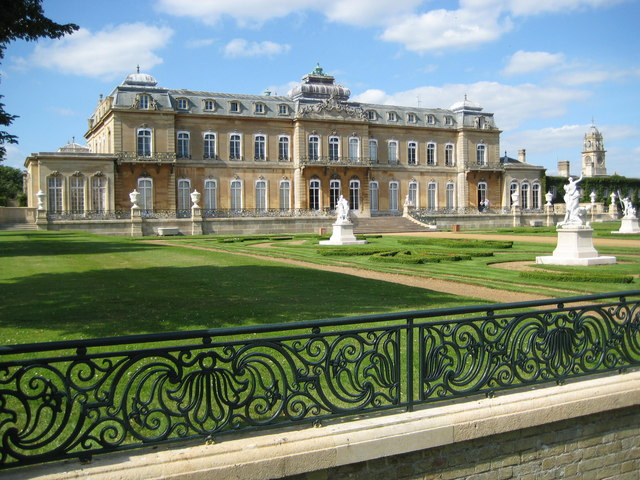
雷斯特花園

雷斯特花園（Wrest Park）是位於英格蘭貝德福德郡西尔索的一座英國鄉村別墅。這座建築是英國I級登錄建築，現在的建築修建於1834年至1839年。

## 外部連結
- Wrest Park's page at English Heritage （页面存档备份，存于）
- Heritage Lottery fund announcement July 2010 （页面存档备份，存于）